# Ромбеж-Кольонія
Ромбеж-Кольонія (пол. Rąbierz-Kolonia) — село в Польщі, у гміні Добре Мінського повіту Мазовецького воєводства.
Населення — 114 осіб (2011).
У 1975-1998 роках село належало до Седлецького воєводства.

## Демографія
Демографічна структура станом на 31 березня 2011 року:
|          | Загалом | Допрацездатний вік | Працездатний вік | Постпрацездатний вік |
| -------- | ------- | ------------------ | ---------------- | -------------------- |
| Чоловіки | 50      | 11                 | 32               | 7                    |
| Жінки    | 64      | 17                 | 34               | 13                   |
| Разом    | 114     | 28                 | 66               | 20                   |